# Dalle Carceri

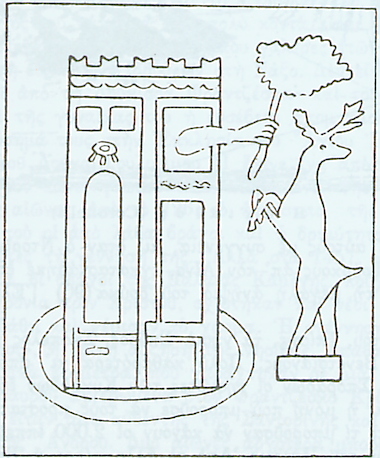
Stemma Dalle Carceri di Eubea

Dalle Carceri fu una nobile famiglia di Verona che contribuì tra il XII e il XIII secolo allo sviluppo della città, in particolare tra i suoi membri: Wibertino e Leone furono podestà a Verona, mentre Rotondello fu nominato podestà di Mantova.

## Storia
Giudicati colpevoli dell'uccisione di Mastino I della Scala nel 1277, furono banditi dalla città a seguito di tale evento e si rifugiarono a Treviso.
Dopo la Quarta crociata ebbero per quasi due secoli la signoria dell'isola di Eubea in Grecia.

## Esponenti noti
- Ravano dalle Carceri (?-1216), uno dei primi triarchi di Negroponte
- Enrico Delle Carceri (?-1227), vescovo e podestà di Mantova
- Leone dalle Carceri (?-1243), podestà di Mantova
- Maria Dalle Carceri (?-1323), marchesa di Bodonitsa
- Niccolò III dalle Carceri (1358-1383), nono duca del Ducato di Nasso